# Wojciech Kossakowski
Wojciech Kossakowski (ur. 23 kwietnia 1977 w Ełku) – polski polityk, samorządowiec i przedsiębiorca, poseł na Sejm VI, VIII i IX kadencji.

## Życiorys
W 2002 ukończył studia na Wydziale Administracji Uniwersytetu Warmińsko-Mazurskiego. Prowadził własną działalność gospodarczą w branży handlowej. W 2018 roku ukończył studia Master Of Business Administration w Instytucie Nauk Ekonomicznych Polskiej Akademii Nauk.
W 2002 wstąpił do Prawa i Sprawiedliwości, pełnił funkcję prezesa zarządu okręgu partii w powiecie ełckim. W 2006 uzyskał mandat radnego powiatu ełckiego, obejmując po wyborach stanowisko członka zarządu tego powiatu.
W wyborach parlamentarnych w 2007 bez powodzenia kandydował z listy PiS, otrzymując w okręgu olsztyńskim 4043 głosy. Mandat poselski objął w 2009 w miejsce Aleksandra Szczygły, powołanego na urząd szefa BBN. W 2011 nie został ponownie wybrany. W 2014 z ramienia PiS uzyskał mandat radnego sejmiku warmińsko-mazurskiego. W 2015 został ponownie wybrany do Sejmu, otrzymując 8183 głosy. W wyborach do Parlamentu Europejskiego w 2019 bezskutecznie ubiegał się o mandat europosła. W wyborach krajowych w tym samym roku uzyskał natomiast mandat posła na Sejm IX kadencji, otrzymując 11 257 głosów. W wyborach w 2023 nie został wybrany na posła X kadencji. W 2024 bez powodzenia kandydował na wójta gminy wiejskiej Ełk.

## Wyróżnienia
- Srebrny Medal „Za Zasługi dla Pożarnictwa” (2019)[11]
- Kordelas Leśnika przez Regionalną Dyrekcję Lasów Państwowych w Białymstoku (2019)[12]
- Ełcki Bocian, nagroda Rady Powiatu Ełckiego (2019)[13]
- Honorowy tytuł „Ambasadora Mazury Air Show” w Giżycku (2019)[14]
- Statuetka „Husarz 16 PDZ” (2020)[15]